# Zosterops luteus
Zosterops luteus là một loài chim trong họ Zosteropidae.